# Fantáziaveret
A fantáziaveret olyan érem, amely megjelenésében érmére emlékeztet, azonban nem egy hatóság adja ki és nem is pénzforgalmi célra szánják. A hamisítványoktól az különbözteti meg, hogy nem ártó szándékkal készítik, és nem a valódi pénzek utánzata (bár olykor azok éremképének felhasználásával készül). Meg kell különböztetni a próbaveretektől és tervezetektől is, ezek ugyanis forgalmi célra készülő (de végül forgalomba nem feltétlenül kerülő) érmék munkafázisai. A zsetonoktól az határolja el, hogy bár mindkettő  magánkiadású, a zsetonokat – korlátozott mértékben – fizetőeszközként használják. Az emlékérmék sem elsősorban forgalmi célra készülnek, de törvényes fizetőeszköznek minősülnek (ezt a szerepüket ritkán töltik be névértéküket jóval meghaladó numizmatikai és nemesfémértékük miatt) és hatóság bocsátja ki őket. A fantáziaveretekhez hasonlóan léteznek fantáziapénzjegyek is, amelyek a fentiek szerint térnek el a valódi pénzjegyektől.

## Nevezetes fantáziaveretek
- A millennium alkalmából Ferenc József tiszteletére vert fantáziapénzek. A magyar pénztörténet emblematikus érmeinek mintájára, Ferenc József nevére vert – a változatokat nem számítva – kilencdarabos sorozat.[1]
- Fantáziaeurók, melyeket időnként tévesen próbaveretnek neveznek. Az euró bevezetésében három európai uniós tagállam nem vett részt, így ezek számára nem is készült hivatalos terv az érmék nemzeti oldaláról. Ez és a bevezetés körüli előkészületeket övező érdeklődés adta az ötletet fantáziapénzek tervezetéhez. Az érmék előlapja, különösen a korai változatoké olykor megtévesztésig hasonlít az igazi euróérmékre, eleinte még az EURO megnevezés is szerepelt rajtuk, hátlapjuk valamilyen nemzeti motívumot tartalmaz. Később az új belépők, majd a leendő tagok nevével is vertek fantáziapénzeket. A pénzek természetesen sem a „kibocsátó” országban, sem az eurózónában nem hivatalosak. Többnyire szerepel rajtuk az ESSAI vagy a PROBE felirat.